# منتخب تركيا لكرة اليد الشاطئية للسيدات

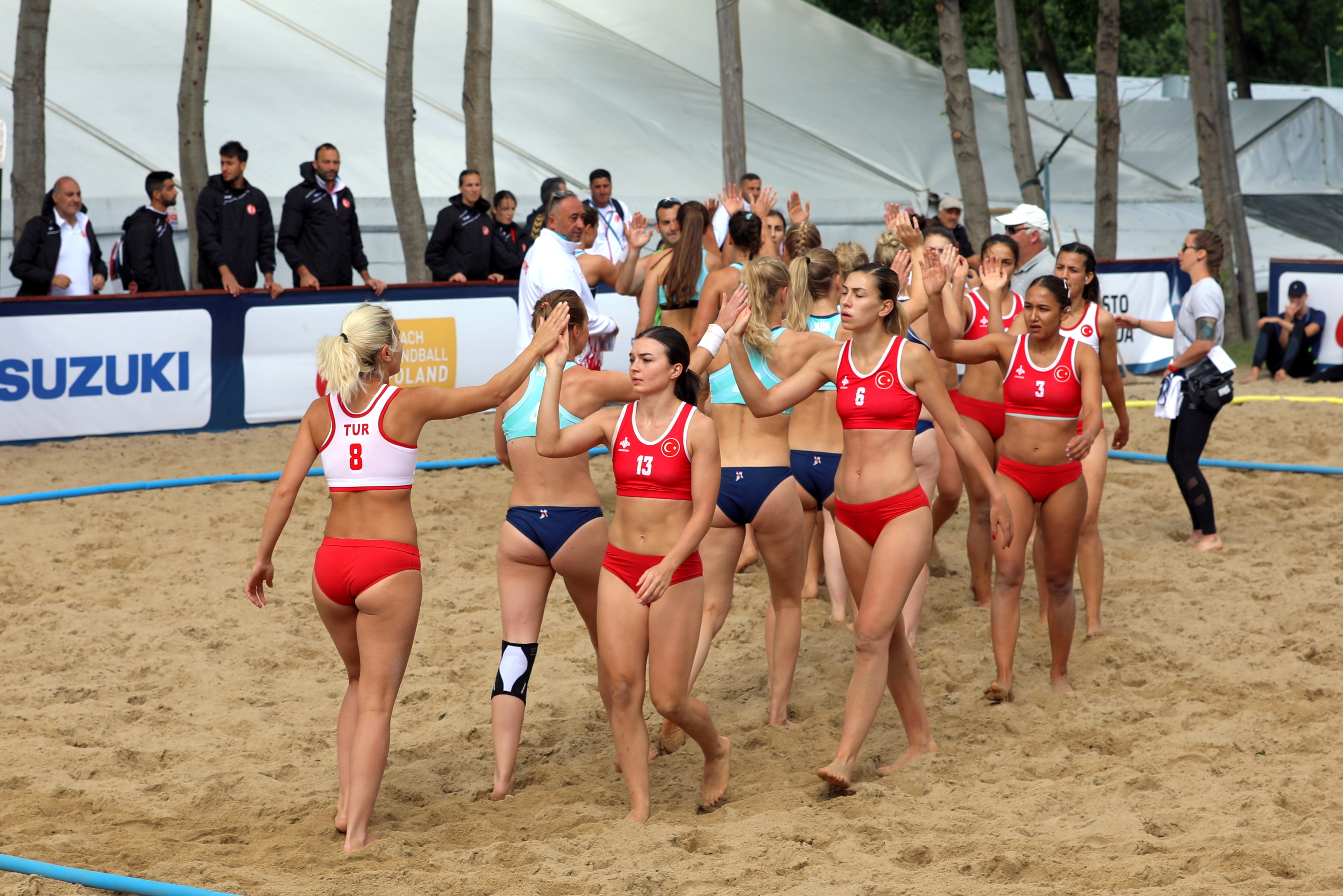

منتخب تركيا لكرة اليد الشاطئية للسيدات (بالتركية: Türkiye kadın millî plaj hentbolu takımı)‏ هو ممثل تركيا الرسمي في المنافسات الدولية في كرة اليد الشاطئية للسيدات
.